# Olga Anatoljevna Gorsenyina
Olga Anatoljevna Gorsenyina (cirill betűkkel: Ольга Анатольевна Горшенина, Togliatti, 1990. november 9. –) világbajnoki bronzérmes orosz kézilabdázó, az orosz CSZKA Moszkva játékosa.

## Pályafutása

### Klubcsapatokban
Pályafutását szülővárosának csapatában, a Ladában kezdte, akikkel kétszer is megnyerte az EHF-kupát. 2014 nyarán szerződött az Asztrahanocskához. 2016-ban bajnoki címet nyert a csapattal. Ezt követően a Krasznodarban kézilabdázott, majd Magyarországra, az Alba Fehérvárhoz igazolt. 2019 nyarán visszatért hazájába, a CSZKA csapatához.

### A válogatottban
Az orosz ifjúsági válogatottal 2009-ben bronzérmes lett a korosztályos Európa-bajnokságon, egy évvel később pedig ezüstérmes a világbajnokságon. Első felnőtt világversenye a 2010-es Európa-bajnokság volt, de részt vett a 2016-os kontinenstornán is és tagja volt a 2019-es világbajnokságon bronzérmes válogatottnak is.

## Sikerei, díjai
Asztrahanocska
- Orosz bajnok: 2016

Lada Togliatti
- EHF-kupa-győztes: 2012, 2014